# Associazione Calcio Pavia 1992-1993
Questa voce raccoglie le informazioni riguardanti l'Associazione Calcio Pavia nelle competizioni ufficiali della stagione 1992-1993.

## Stagione
Nella stagione 1992-1993 ritorna a Pavia come allenatore il pavese Giampaolo Chierico, dopo che aveva indossato come calciatore la maglia azzurra della sua città. La squadra pavese è di media levatura, non può competere con il Mantova che domina il girone A di Serie C2, ne il Fiorenzuola che emerge nel girone di ritorno, staccando il biglietto con i virgiliani per la Serie C1. Il Pavia raggranella 34 punti e si accontenta della decima piazza. Il primo successo in campionato è arrivato all'ottava giornata (0-4) a Varese, dopo una partenza con il freno a mano tirato. Raccoglie 17 punti sia nel girone di andata, sia nel girone di ritorno, con un percorso regolare. Miglior marcatore stagionale pavese è stato Christian Scalzo autore di 13 reti.  Nella Coppa Italia il Pavia supera nel primo turno l'Oltrepò, vincendo (0-2) il derby a Stradella, nel secondo supera l'Alessandria, nel terzo turno viene eliminato dallo Spezia per aver segnato meno in trasferta con un punteggio totale di (3-3) nel doppio confronto.

## Rosa
| N. |                   | Ruolo | Calciatore          |
| -- | ----------------- | ----- | ------------------- |
|    | Italia (bandiera) | C     | Dario Acquali       |
|    | Italia (bandiera) | C     | Simone Baldo        |
|    | Italia (bandiera) | C     | Antonio Boscia      |
|    | Italia (bandiera) | A     | Antonio D'Agostino  |
|    | Italia (bandiera) | D     | Paolo Danzè         |
|    | Italia (bandiera) | D     | Alfonso Di Marco    |
|    | Italia (bandiera) | D     | Massimiliano Ferina |
|    | Italia (bandiera) | C     | Corrado Giannini    |
|    | Italia (bandiera) | C     | Marco Lazzarini     |
|    | Italia (bandiera) | P     | Daniele Limonta     |

| N. |                   | Ruolo | Calciatore          |
| -- | ----------------- | ----- | ------------------- |
|    | Italia (bandiera) | C     | Domenico Manganaro  |
|    | Italia (bandiera) | D     | Gian Paolo Morabito |
|    | Italia (bandiera) | D     | Marco Ogliari       |
|    | Italia (bandiera) | C     | Gabriele Peretto    |
|    | Italia (bandiera) | A     | Christian Scalzo    |
|    | Italia (bandiera) | A     | Stefan Schwoch      |
|    | Italia (bandiera) | P     | Andrea Sirtori      |
|    | Italia (bandiera) | C     | Max Uberti          |
|    | Italia (bandiera) | D     | Davide Zanellato    |
|    | Italia (bandiera) | A     | Stefano Zuntini     |

## Risultati

### Campionato

#### Girone di andata
| Arbitro: | Pizzini (Verona) |

|                                        |           |  |
| R. Crippa 10’ Pompini 20’ Pedriali 30’ | Marcatori |  |

| Pavia 20 settembre 1992 2ª giornata | Pavia              | 0 – 0 | Centese | Stadio Pietro Fortunati\| Arbitro: \| De Santis (Tivoli) \| |
| Arbitro:                            | De Santis (Tivoli) |       |         |                                                             |

| Arbitro: | Piretti (Ravenna) |

|                                |           |                  |
| Mantelli 36’ (rig.) Cesari 83’ | Marcatori | 28’, 48’ Zuntini |

| Arbitro: | Gambino (Barletta) |

|                              |           |                                 |
| Baldo 17’ (rig.) Schwoch 58’ | Marcatori | 44’ Folli 73’ (aut.) D'Agostino |

| Pavia 11 ottobre 1992 5ª giornata | Pavia                       | 0 – 0 | Aosta | Stadio Pietro Fortunati\| Arbitro: \| Serena (Bassano del Grappa) \| |
| Arbitro:                          | Serena (Bassano del Grappa) |       |       |                                                                      |

| Arbitro: | Ferrarini (Parma) |

|                         |           |  |
| M. Pau 75’ Lo Masto 84’ | Marcatori |  |

| Arbitro: | Saraz (Roma) |

|  |           |             |
|  | Marcatori | 89’ Weffort |

| Arbitro: | Pellegatta (Collegno) |

|  |           |                                |
|  | Marcatori | 37’, 47’, 52’ Scalzo 66’ Danzè |

| Arbitro: | Pin (Conegliano Veneto) |

|           |           |  |
| Scalzo 7’ | Marcatori |  |

| Arbitro: | Baglioni (Prato) |

|                       |           |                |
| Costa 1’ Pisasale 28’ | Marcatori | 13’ D'Agostino |

| Arbitro: | Cicogna (San Donà di Piave) |

|                   |           |                            |
| Roccatagliata 68’ | Marcatori | 26’ Schwoch 60’ D'Agostino |

| Arbitro: | Anselmo (Asti) |

|                       |           |             |
| Ferina 44’ Boscia 79’ | Marcatori | 62’ Mangone |

| Arbitro: | Piantoni (Terni) |

|             |           |  |
| Bagnoli 68’ | Marcatori |  |

| Arbitro: | Di Filippo (Chieti) |

|                           |           |  |
| D'Agostino 74’ Boscia 87’ | Marcatori |  |

| Arbitro: | Dagnello (Trieste) |

|                       |           |  |
| Benfari 35’ Nervo 90’ | Marcatori |  |

| Arbitro: | Gregoroni (Napoli) |

|               |           |  |
| Lazzarini 55’ | Marcatori |  |

| Olbia 31 gennaio 1993 17ª giornata | Olbia                       | 0 – 0 | Pavia | Stadio Bruno Nespoli\| Arbitro: \| Cardella (Torre Annunziata) \| |
| Arbitro:                           | Cardella (Torre Annunziata) |       |       |                                                                   |

#### Girone di ritorno
| Arbitro: | P. Rossi (Ciampino) |

|  |           |          |
|  | Marcatori | 12’ Sgrò |

| Arbitro: | D'Errico (Frattamaggiore) |

|               |           |  |
| Marzocchi 20’ | Marcatori |  |

| Arbitro: | Divino (Lido di Ostia) |

|                         |           |              |
| Schwoch 57’ Zuntini 65’ | Marcatori | 42’ Romualdi |

| Arbitro: | Santoruvo (Bari) |

|                                    |           |  |
| Folli 76’ Vitalone 79’ P. Moro 89’ | Marcatori |  |

| Arbitro: | Calabrese (Avezzano) |

|                        |           |  |
| Alfano 81’, 92’ (rig.) | Marcatori |  |

| Pavia 21 marzo 1993 23ª giornata | Pavia          | 0 – 0 | Tempio | Stadio Pietro Fortunati\| Arbitro: \| Bazzi (Modena) \| |
| Arbitro:                         | Bazzi (Modena) |       |        |                                                         |

| Arbitro: | Malatesta (Terni) |

|             |           |            |
| Califano 5’ | Marcatori | 2’ Schwoch |

| Arbitro: | Cicogna (San Donà di Piave) |

|                                   |           |             |
| Schwoch 39’ D'Agostino 52’ (rig.) | Marcatori | 32’ Rivetta |

| Arbitro: | Tripaldi (Potenza) |

|  |           |                       |
|  | Marcatori | 5’ Schwoch 78’ Scalzo |

| Pavia 25 aprile 1993 27ª giornata | Pavia             | 0 – 0 | Ospitaletto | Stadio Pietro Fortunati\| Arbitro: \| Innocente (Udine) \| |
| Arbitro:                          | Innocente (Udine) |       |             |                                                            |

| Arbitro: | Anselmo (Asti) |

|                         |           |              |
| Schwoch 26’ Ogliari 45’ | Marcatori | 39’ Salamone |

| Arbitro: | Sirotti (Forlì) |

|                                                     |           |  |
| A. Cambiaghi 15’ Rovellini 51’ (rig.) Tirapelle 61’ | Marcatori |  |

| Arbitro: | Acronzio (Teramo) |

|                         |           |                        |
| Giannini 15’ Roveda 22’ | Marcatori | 31’ Tridici 91’ Bidini |

| Arbitro: | Genovese (Avellino) |

|  |           |            |
|  | Marcatori | 49’ Scalzo |

| Arbitro: | Pontani (Verona) |

|                      |           |                             |
| Scalzo 16’ Danzè 66’ | Marcatori | 11’ L. Benetti 33’ Cozzella |

| Arbitro: | Corda (Cagliari) |

|  |           |             |
|  | Marcatori | 75’ Zuntini |

| Arbitro: | Pellegatta (Collegno) |

|             |           |                            |
| Zuntini 89’ | Marcatori | 49’ (aut.) Danzè 84’ Trovò |

## Coppa Italia
| Arbitro: | M. Messina (Monza) |

|                          |           |           |
| Scalzo 28’ Lazzarini 37’ | Marcatori | 44’ Rizzi |

| Arbitro: | Zuccolini (Reggio Emilia) |

|  |           |                        |
|  | Marcatori | 58’ Schwoch 89’ Scalzo |

| Arbitro: | Treossi (Forlì) |

|  |           |                                      |
|  | Marcatori | 35’ Scalzo 60’ Lazzarini 73’ Acquali |

| Arbitro: | F. Bizzotto (Castelfranco Veneto) |

|                        |           |  |
| Scalzo 30’ Zuntini 75’ | Marcatori |  |

| Arbitro: | Baudo (Torino) |

|           |           |  |
| Tatti 25’ | Marcatori |  |

| Arbitro: | Freddi (Sassari) |

|                             |           |                                  |
| Scalzo 13’, 32’ Schwoch 51’ | Marcatori | 80’ (rig.) Bonfadini 87’ Faccini |